# Marian Spychalski
Marian Spychalski (n. 6 decembrie 1906 – d. 7 iunie 1980) a fost un mareșal polonez, unul dintre principalii comandanți militari polonezi din timpul celui de-al doilea război mondial. 